# История почты и почтовых марок Северного Эпира
История почты и почтовых марок Северного Эпира, региона западных Балкан, находящегося в южной части современной Албании, включает два периода: 1912—1916 годы и 1940—1941 годы. Северный Эпир управлялся греческой администрацией во время Первой Балканской войны (1912—1913), но вошёл в состав нового албанского государства в соответствии с Флорентийским протоколом (1913). В течение этого периода в обращении находились греческие почтовые марки. Греция ушла из этого региона в начале 1914 года. Между тем население Эпира не желало быть частью Албании и подняло восстание. Управляемый временным правительством, независимый Северный Эпир возник в феврале 1914 года и в конце концов ему удалось обрести полную автономию при номинальном суверенитете Албании в соответствии с Корфским протоколом (май 1914 года). В течение этого года на территории Северного Эпира действовала собственная почтовая служба и были выпущены почтовые марки, как официальные, так и неофициальные.
Греческая армия вернулась в Северный Эпир, в ноябре 1914 года, после начала Первой мировой войны, но ушла по настоянию Италии в 1916 году. В этот период использовались греческие почтовые марки с надпечаткой текста: греч. «B. ΗΠΕΙΡΟΣ» («Северный Эпир»). После окончания войны статус региона был подтверждён в составе Албании.
Северный Эпир ненадолго снова перешёл под греческий контроль в 1940 году, после того, как Италия начала вторжение в Грецию с территории Албании. В ходе успешного греческого контрнаступления была занята большая часть Южной Албании, в том числе Северный Эпир. Это продолжалось до 1941 года, когда Германия вторглась и завоевала Грецию. Как и ранее, в Северном Эпире в период греческого контроля в обращении были почтовые марки Греции с надпечаткой.

## Греческий контроль 1912—1914
Первыми почтовыми марками, используемыми в Эпире после его отвоевания Грецией у Османской империи в 1912 году, были греческие марки с надпечаткой греч. «ΕΛΛΗΝΙΚΗ ΔΙΟΙΚΗΣΙΣ» («Греческая администрация»). Им на смену в 1913 году пришли вновь выпущенные греческие марки, так называемый «военный выпуск». Оба выпуска предназначались только для использования в недавно оккупированных районах или «новых территориях».
После ухода Греции в 1914 году и учреждения Автономной Республики Северного Эпира в этом регионе был выпущен ряд марок. Среди них были официальные стандартные марки, местные марки и неофициальные выпуски.

## Стандартные выпуски Эпира
Первые стандартные марки временного правительства вышли в феврале, марте и апреле 1914 года. Серия из восьми почтовых марок номиналом в 1 лептон, 5, 10, 25 и 50 лепт, 1 драхма, 2 и 5 драхм, изображала пехотинца, целящегося из винтовки в то время как окружающие смотрят на него; на марках номиналом в 10 и 25 лепт было написано только «ΗΠΕΙΡΟΣ» — «Эпир» (они были выпущены в феврале), в то время как на других марках стояла надпись: греч. «ΑΥΤΟΝΟΜΟΣ ΗΠΕΙΡΟΣ» — «Автономный Эпир» (они были выпущены в марте, за исключением марки номиналом в 5 драхм, которая вышла в апреле). Эта серия была напечатана фирмой «Братья Герасимос Аспиотис» (Gerasimos Aspiotis Bros.) из Корфу, в которой также печатались многие греческие почтовые марки. Вместо обычной зубцовки была использована зубчатая просечка. Зубчатая просечка внешне напоминает зубцовку, но для ней характерны не круглые отверстия, а угловые просечки.

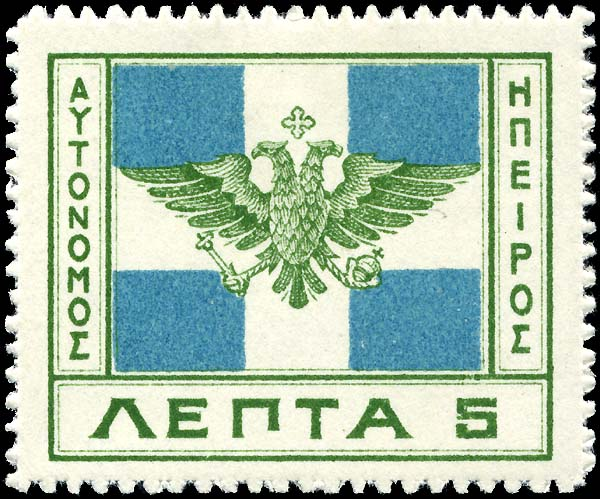
Выпуск «флаг» номиналом в 5 лепт (1914)

28 августа правительство эмитировало новую серию из восьми марок, с теми же номиналами что и раньше, с изображением флага Эпира и двуглавого орла, в двухцветным исполнении. Как и предыдущая серия, она была напечатана братьями Аспиотис. На марках номиналами в 25 и 50 лепт из этой серии в Корице была сделана надпечатка «ΚΟΡΥΤΣΑ» («Корица») тёмно-синего цвета.
Третья стандартная серия вышла 10 октября 1914 года. Изготовленная афинской типографией «Папахрисанту», она была выпущена в Химаре и изображала греческого короля Константина I с надписью греч. «ΕΛΛΗΝΙΚΗ ΧΕΙΜΑΡΡΑ» («Греческая Химара»). Серия состояла из марок десяти номиналов: восемь таких же, что и у предыдущих серий, но добавились марки номиналом в 2 и 20 лепт. Некоторые листы марок этой серии имели водяной знак фр. «PARCHEMINE JOHANNOT de Montgolfier, Luquet & Cie., Angoulème» сверху или снизу; марки с частью этого водяного знака ценятся гораздо выше, чем марки без него.

## Местные и неофициальные выпуски
Первые марки независимого Эпира были выпущены в Химаре в феврале 1914 года. Серия из четырёх марок (1 лептон, 5, 10 и 25 лепта) была беззубцовой, с изображением двуглавого орла вместе с черепом и костями и с надписью: греч. «ΕΛΛ. ΑΥΤΟΝ. ΗΠΕΙΡΟΣ — ΕΛΕΥΘΕΡΙΑ Η ΘΑΝΑΤΟΣ — ΑΜΥΝΕΣΘΑΙ ΠΕΡΙ ΠΑΤΡΗΣ» («Греческий автономный Эпир — Свобода или смерть — Защищайте отечество»). Изготовленные вручную с помощью резинового штампа, марки также имеют контрольную метку в правом нижнем углу, которая представляет собой синий овал с буквами «ΣΠ» («СП») внутри, от имени Спирос Спиромилиос, который командовал в Химаре. Хотя эта серия предназначалась для местного использования, известны экземпляры с гашениями Дельвинон (ΔΕΛΒΙΝΟΝ) и Агии Саранта (ΑΓΙΟΙ ΣΑΡΑΝΤΑ). Некоторые эксперты утверждают, что данная серия не является официальным выпуском почтовых марок.
Марки для местного применения были также выпущены в Аргирокастро посредством надпечатки на турецких почтовых марках текста: греч. «ΑΥΤΟΝΟΜΟΣ ΗΠΕΙΡΟΣ» и новых номиналов в греческой валюте. Эти надпечатки наносились вертикально чёрного или красного цвета, с прочтением либо вверх, либо вниз. 6 марта 1914 года этот выпуск был изъят из обращения.
28 августа в Химаре на запасах греческих почтовых марок 1911 и 1913 годов выпуска были сделаны надпечатки текста: греч. «ΕΛΛΗΝΙΚΗ 1914 ΧΕΙΜΑΡΡΑ» («Греческая Химара 1914»). Эта серия известна как с рукописной аббревиатурой «ΣΣ» (С. Спиромилиос), так и без неё. Существует множество подделок как этой, так и первой февральской серии Химары.
В 1914 году также вышли четыре неофициальных выпуска: один, представлявший собой надпечатки на албанских марках (шесть номиналов), остальные три являлись марками с новыми рисунками разного качества. Эти три выпуска были выпущены для Эрсеки (семь номиналов), Корицы (три номинала) и Мосхополиса (пятнадцать номиналов). Они были, вероятно, выпущены в рекламных и пропагандистских целях; их регулярное почтовое обращение сомнительно, хотя и известны прошедшие почту экземпляры выпусков Эрсеки и Мосхополиса, а также экземпляры этих марок на конвертах. Марки ещё одного рисунка относятся к 1920 году, задолго после того, как почтовая служба Эпира прекратила своё существование.

## Последующие греческие периоды

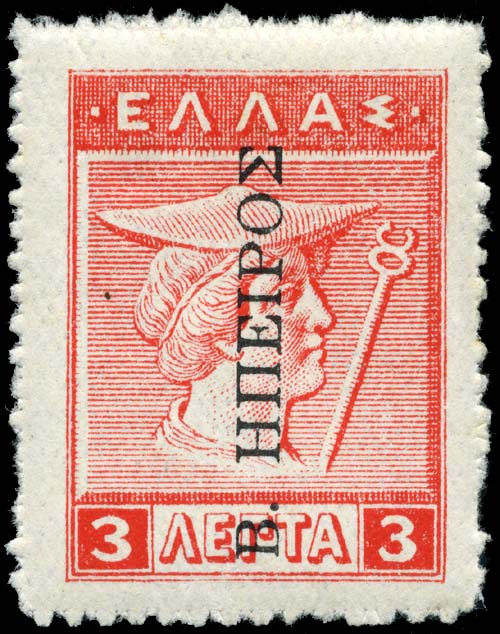
Оккупационная надпечатка на почтовой марке Греции номиналом в 3 лепты (1916)

Греция возобновила контроль над Эпиром в ноябре 1914 года; 30 числа того же месяца для удовлетворения почтовых нужд региона были выпущены марки «военного выпуска» с надпечаткой греч. «B. ΗΠΕΙΡΟΣ», выполненной горизонтально в чёрном цвете; также были сделаны надпечатки красного цвета, но так и не были выпущены в обращение. (Известны несколько гашеных экземпляров.) Они заменили стандартные выпуски Эпира. В декабре 1915 года такая же надпечатка была нанесена вертикально, в направлении либо снизу вверх, либо сверху вниз, на греческие стандартные почтовые марки 1911 и 1913 годов выпуска. Все они подделывались.
Греческие войска ушли из Северного Эпира по настоянию Италии в 1916 году; в то же время Корица попала под французскую контроль. При французской администрации там была создана недолговечная Республика Корча и в декабре 1916 года были выпущены почтовые марки. Они были изготовлены посредством нанесения дополнительных надпечаток двуглавого орла и новых номиналов в сантимах на греческие почтовые марки с надпечаткой греч. «B. ΗΠΕΙΡΟΣ» («Северный Эпир»).
В октябре 1940 года Италия начала вторжение в Грецию с территории Албании. Греческой армии в ходе контрнаступления удалось отбить у итальянцев значительную часть Южной Албании, в том числе Северный Эпир. В течение этого периода греческой управления, который продолжался вплоть до немецкого вторжения в апреле 1941 года, были сделаны надпечатки текста греч. «ΕΛΛΗΝΙΚΗ ΔΙΟΙΚΗΣΙΣ» («Греческая администрация») чёрного или карминового цвета на греческих стандартных выпусках, авиапочтовых, доплатных и благотворительных марках. Выпуски с надпечаткой были изъяты из продажи в июне 1941 года.